# Сара Парсонс
Сара Грейс Парсонс (до шлюбу — Сара Вілгайт, англ. Sarah Grace Wilhite Parsons; 30 липня 1995, Іден-Прері, Міннесота) — американська волейболістка, догравальний. Триразова переможниця Ліги націй.

## Із біографії
Грала за студентськуволейбольну команду «Міннесота Голден Гоферс».
Кольори національної збірної захищала на чемпіонаті світу (2018), у розіграшах Ліги націй (2018, 2019, 2021, 2022), Всесвітнього гран-прі (2017) і Панамериканського кубку.
У складі німецького «Штутгарта» виступала у Лізі чемпіонів ЄКВ.

## Клуби
| Роки      | Клуби                         |
| --------- | ----------------------------- |
| 2017—2018 | «Унет Е-Ворк» (Бусто-Арсіціо) |
| 2018—2019 | «Альянц МТВ Штутгарт»         |
| 2019—2020 | «Сесі» (Бауру)                |
| 2020—2021 | «Нілуфер Беледієспор» (Бурса) |
| 2021—2023 | «НЕК Ред Рокетс»              |
| 2023—2024 | «Кузейбору» (Аксарай)         |
| 2024—     | «Медісон»                     |

## Досягнення
У збірній
Ліга націй
- Перше місце (3): 2018, 2019, 2021

Панамериканський кубок
- Перше місце (1): 2019
- Третє місце (1): 2023

У клубах
Чемпіонат Німеччини
- Перше місце (1): 2019

Чемпіонат Японії
- Перше місце (1): 2023

Кубок імператора (Японія)
- Перше місце (1): 2023

## Статистика
Статистика виступів в єврокубках:
| Сезон   | Клуб                          | Турнір         | Ігри | Сети | Очки | Ср.  | Примітки |
| ------- | ----------------------------- | -------------- | ---- | ---- | ---- | ---- | -------- |
| 2017/18 | «Унет Е-Ворк» (Бусто-Арсіціо) | Кубок ЄКВ      | 4    | 13   | 17   | 1,31 |          |
| 2018/19 | «Альянц МТВ Штутгарт»         | Ліга чемпіонів | 9    | 26   | 55   | 2,12 |          |

Статистика виступів на чемпіонаті світу:
| Рік  | Турнір          | Ігри | Сети | Очки | Ср. | Місце | Примітки |
| ---- | --------------- | ---- | ---- | ---- | --- | ----- | -------- |
| 2018 | Чемпіонат світу | 12   | 43   | 14   |     | 5     |          |

## Галерея

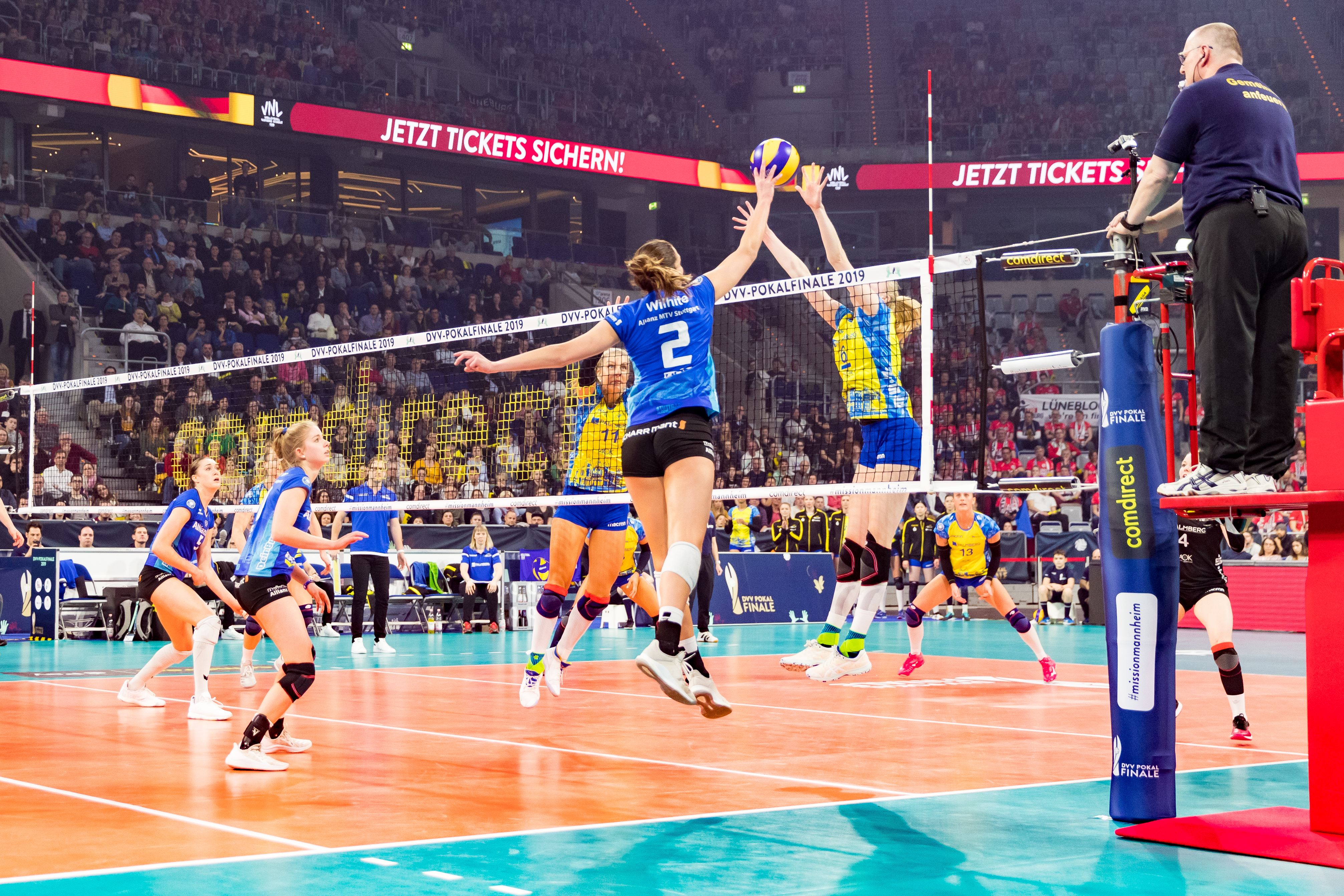
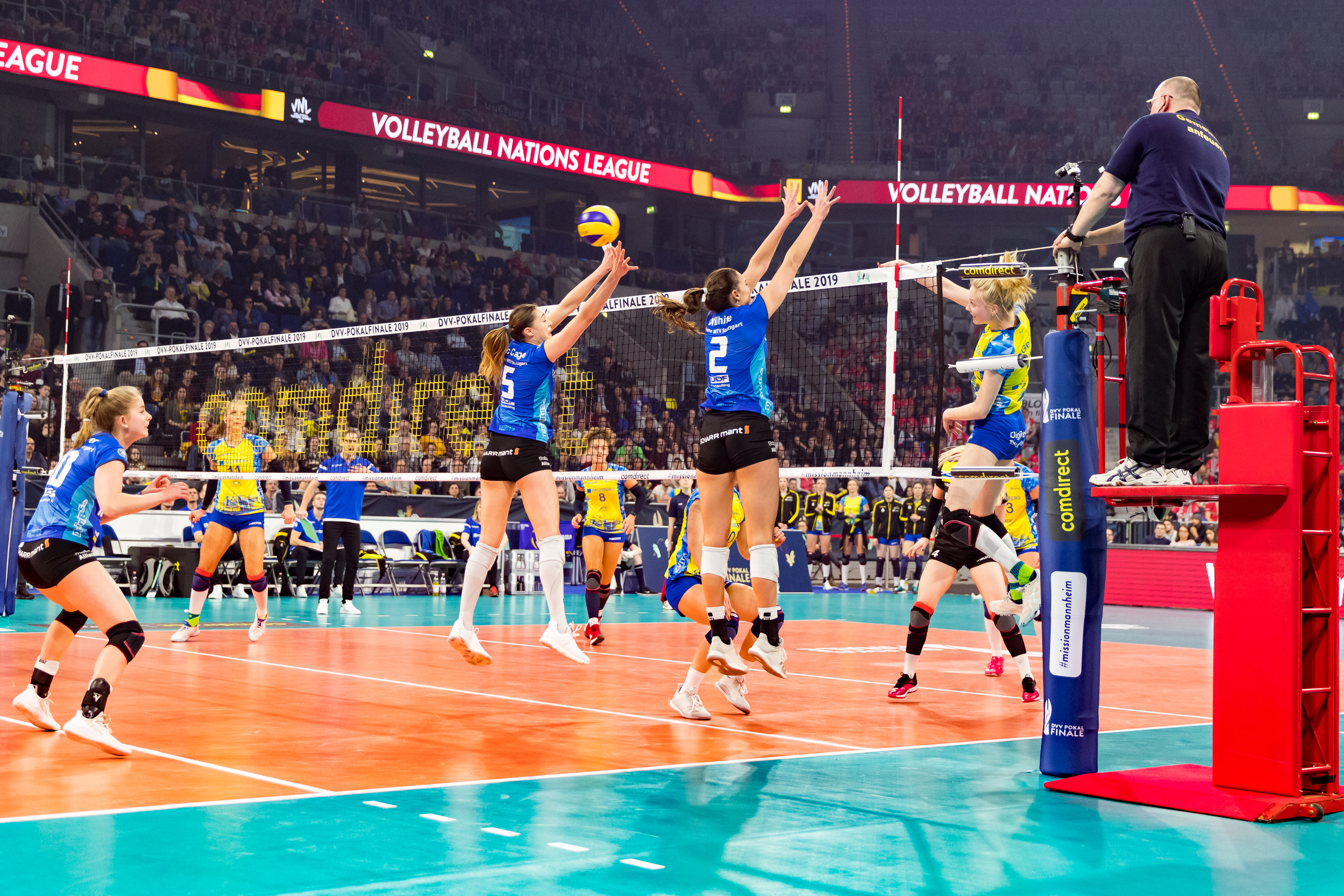